# Sojuz MS-09
Sojuz MS-09 – misja statku Sojuz do Międzynarodowej Stacji Kosmicznej, która dostarczyła połowę jej 56. i 57. stałej załogi. Start odbył się 6 czerwca 2018 z kompleksu startowego nr 1 kosmodromu Bajkonur i był to 138. lot kapsuły załogowej Sojuz, 55. na MSK. Jednocześnie był to lot załogowy nr 92 spośród wszystkich na tę stację.
8 czerwca 2018 r. o godz. 13.01 (UTC) nastąpiło dokowanie do stacji ISS, do modułu Rasswiet. Po przejściu załogi do stacji, statek pełnił rolę „szalupy ratunkowej”, aż do powrotu załogi w grudniu 2018 r.
Pod koniec sierpnia 2018 r. wykryto niegroźny wyciek powietrza, spowodowany 2-milimetrową dziurą w poszyciu Sojuza. Otwór został uszczelniony żywicą epoksydową. 11 grudnia 2018 r. dwaj rosyjscy członkowie załogi, Siergiej Prokopjew i Oleg Kononienko przeprowadzili spacer kosmiczny celem identyfikacji źródła pochodzenia usterki. Pierwotny termin zakończenia misji, po wykryciu awarii oraz nieudanej misji statku Sojuz MS-10 został przesunięty na 20 grudnia 2018 r.
18 stycznia 2018 r. niespodziewanie poinformowano o zmianie załogi. Wytypowana do załogi podstawowej astronautka NASA i inżynier Jeannette Epps została zastąpiona przez zmienniczkę z załogi rezerwowej (załoga podstawowa Sojuza MS-11), lekarkę z tego samego naboru astronautów (2009), Serenę M. Auñón-Chancellor. Nową zmienniczką i członkinią załogi podstawowej Sojuza MS-11 została pilotka Anne McClain z naboru 2013. Powodów tej nietypowej, późnej zmiany nie podano.

## Załoga

### Podstawowa
- Siergiej Prokopjew (1. lot) – dowódca (Rosja, Roskosmos)
- Alexander Gerst (2. lot) – inżynier pokładowy (Niemcy, ESA)[5]
- Serena M. Auñón-Chancellor (1. lot) – inżynier pokładowy (USA, NASA)  (pierwotnie: Jeannette Epps, 1. lot)

### Rezerwowa
- Oleg Kononienko (4. lot) – dowódca (Rosja, [Roskosmos)
- David Saint-Jacques (1. lot) – inżynier pokładowy (Kanada, CSA)
- Anne McClain (1. lot) – inżynier pokładowy (USA, NASA) (pierwotnie Serena M. Auñón-Chancellor, 1. lot)